# Сінкі (гміна Бондково)
Сінкі (пол. Sinki) — село в Польщі, у гміні Бондково Александровського повіту Куявсько-Поморського воєводства.
Населення — 75 осіб (2011).
У 1975-1998 роках село належало до Влоцлавського воєводства.

## Демографія
Демографічна структура станом на 31 березня 2011 року:
|          | Загалом | Допрацездатний вік | Працездатний вік | Постпрацездатний вік |
| -------- | ------- | ------------------ | ---------------- | -------------------- |
| Чоловіки | 40      | 8                  | 27               | 5                    |
| Жінки    | 35      | 4                  | 22               | 9                    |
| Разом    | 75      | 12                 | 49               | 14                   |